# Udana
El Udāna es una escritura budista, parte del Canon Pali del budismo theravada. Está incluido en el Sutta Pitaka del Khuddaka Nikaya. El título podría traducirse como "expresiones inspiradas". En el libro se encuentran 80 de estas expresiones, mayormente en verso, cada una antecedida por una narrativa que detalla el contexto en el que el Buda las expresó.
Obra importante desde el punto de vista literario, histórico y filosófico compuesto por variados relatos que tienen como tema episodios de la vida de Buda y de la primera comunidad de monjes budistas. Todos estos relatos concluyen con una o varias estrofas que imparten algún importante principio de la doctrina budista.
La famosa historia de los Hombres ciegos y el elefante aparece en el Udana, bajo el Tittha Sutta (Ud. 6.4).

## Estructura del Udana
El Udana está compuesto por ocho capítulos (vagga) de diez discursos cada uno. Los títulos de los capítulos son:
1. Bodhivagga (Capítulo del Despertar)
2. Mucalindavagga (Capítulo del Rey Mucalinda)
3. Nandavagga (Capítulo del Ven. Nanda)
4. Meghiyavagga (Capítulo del Ven. Meghiya)
5. Soṇavagga (Capítulo del Seguidor Laico Sona)
6. Jaccandhavagga (Capítulo del Ciego de Nacimiento)
7. Cullavagga (Capítulo Menor)
8. Pāṭaligāmiyavagga (Capítulo de Pataligamiya)

Cada discurso incluye una porción en prosa seguida de un verso. Al final de cada sección en prosa, como preludio al verso, se incluye el siguiente texto formulaico:
|  | Entonces, al darse cuenta del significado de eso, el Bendito en esa ocasión exclamó: Una traducción alternativa podría ser: Entonces, al darse cuenta del significado de eso, el Bendito en esa ocasión exclamó esta expresión inspirada (udāna): | Atha kho bhagavā etam-atthaṃ viditvā tāyaṃ velāyaṃ imaṃ udānaṃ udānesi: |

Es a partir de tales "exclamaciones" (udāna) que la colección deriva su nombre.

## Datación del texto
Esta es una de las escrituras budistas más antiguas, Un análisis reciente concluye que el texto de los discursos en Pali, incluido el Udāna, estaba en gran medida fijado en su forma actual, con solo pequeñas diferencias del texto moderno, para el primer siglo a. C.
Hinüber identifica este tipo de discurso (aunque no necesariamente la colección existente en sí) como parte del navaṅga pre-canónico (Pali para "nueve-fold") que clasificaba los discursos según su forma y estilo, como geyya (prosa y verso mezclados), gāthā (cuartetas), udāna (expresiones) y jātaka (historias de nacimiento).

## Relación con otros textos sagrados
Dentro de la literatura budista, aproximadamente una cuarta parte de las secciones en prosa del Udana corresponden a textos en otras partes del Canon Pali, particularmente en el Vinaya. Además, en cuanto a la literatura budista tibetana, von Hinüber sugiere que el Udana formó el núcleo original del Udānavarga en sánscrito, al que se agregaron versos del Dhammapada.
En términos de textos no budistas, algunos conceptos del Udana se pueden encontrar en los Upanishads vedánticos y en textos jainistas.

## Traducciones
- Tr Major-General D. M. Strong, 1902
- "Verses of uplift", en Minor Anthologies of the Pali Canon, volumen II, tr F. L. Woodward, 1935, Pali Text Society, Bristol
- Tr John D. Ireland, Buddhist Publication Society, Kandy, Sri Lanka, 1990; reimpreso más tarde en un volumen con su traducción del Itivuttaka
- Tr Peter Masefield, 1994, Pali Text Society, Bristol; la traducción preferida por el PTS; su objetivo declarado es traducir de acuerdo con la interpretación del comentario
- Edición de estudio bilingüe Pali-Inglés, 2010 Theravada Tipitaka Press
- Tr Ānandajoti Bhikkhu, Udāna. Exalted Utterances ; Última versión revisada en 2008
- Tr Bhikkhu Mahinda (Anagarika Mahendra), Udāna: Book of Inspired Utterances, Primera Edición Bilingüe Pali-Inglés 2022, Dhamma Publishers, Roslindale MA; ISBN 9780999078181.